# Публій Ліциній Кальв Есквілін Молодший
Публій Ліциній Кальв Есквілін Молодший (лат. Publius Licinius Calvus Esquilinus Jove; близько 435 до н. е. — після 396 до н. е.) — політичний та військовий діяч Римської республіки, військовий трибун з консульською владою (консулярний трибун) 396 року до н. е.

## Життєпис
Походив зі впливового плебейського роду Ліциніїв. Син Публія Ліцинія Кальва Есквіліна, військового трибуна з консульською владою 400 року до н. е. Про молоді роки відомо замало. У 396 році до н. е., батько, якого обрано військовим трибуном з консульською владою, поступився цією посадою своєму синові.
396 року до н. е. його було обрано військовим трибуном з консульською владою разом з Луцієм Тіцінієм Пансою Сакком, Гнеєм Генуцієм Авгуріном, Публієм Манлієм Вульсоном Капітоліном, Публієм Мелієм Капітоліном, Луцієм Атілієм Пріском. Під час своєї каденції продовжив облогу Вейї, коли його колеги рушили проти фалісків та капетанів.
Втім Луцій Тіціній Панса Сакк та Гней Генуцій Авгурін зазнали поразки, що викликало паніку серед римлян під Вейями, яку Публій Ліциній не зміг приборкати. У цих умовах його разом з іншими консулярними трибунами римський сенат позбавив посади, призначивши диктатором Марка Фурія Камілла. 
Про подальшу долю Публія Ліцинія Кальва Есквіліна Молодшого нічого невідомо.

## Родина
- Гай Ліциній Кальв, консул 364 року до н. е.